# Dolichoderus dlusskyi
Dolichoderus dlusskyi es una especie extinta de hormiga del género Dolichoderus, subfamilia Dolichoderinae. Fue descrita científicamente por LaPolla & Greenwalt en 2015.
Habitó en los Estados Unidos. Vivía en el oeste de Montana, en Middle Fork Flathead River.